# Fanny Rinne
Fanny Rinne, född 15 april 1980 i Mannheim, är en tysk landhockeyspelare.
Rinne tog OS-guld i damernas landhockeyturnering i samband med de olympiska landhockeytävlingarna 2004 i Aten.